# Henry H. Travers
Henry Hammersley Travers (1844 – 1928) è stato un naturalista e tassidermista neozelandese, figlio del politico William Travers.
Gli esemplari raccolti da Travers sono conservati presso il Museo Te Papa Tongarewa di Wellington.
Il suo nome è commemorato dalla Petroica traversi, la balia melanica dell'Isola Chatham, un piccolo uccello di cui Travers fu lo scopritore.